# Turismo en el País Vasco

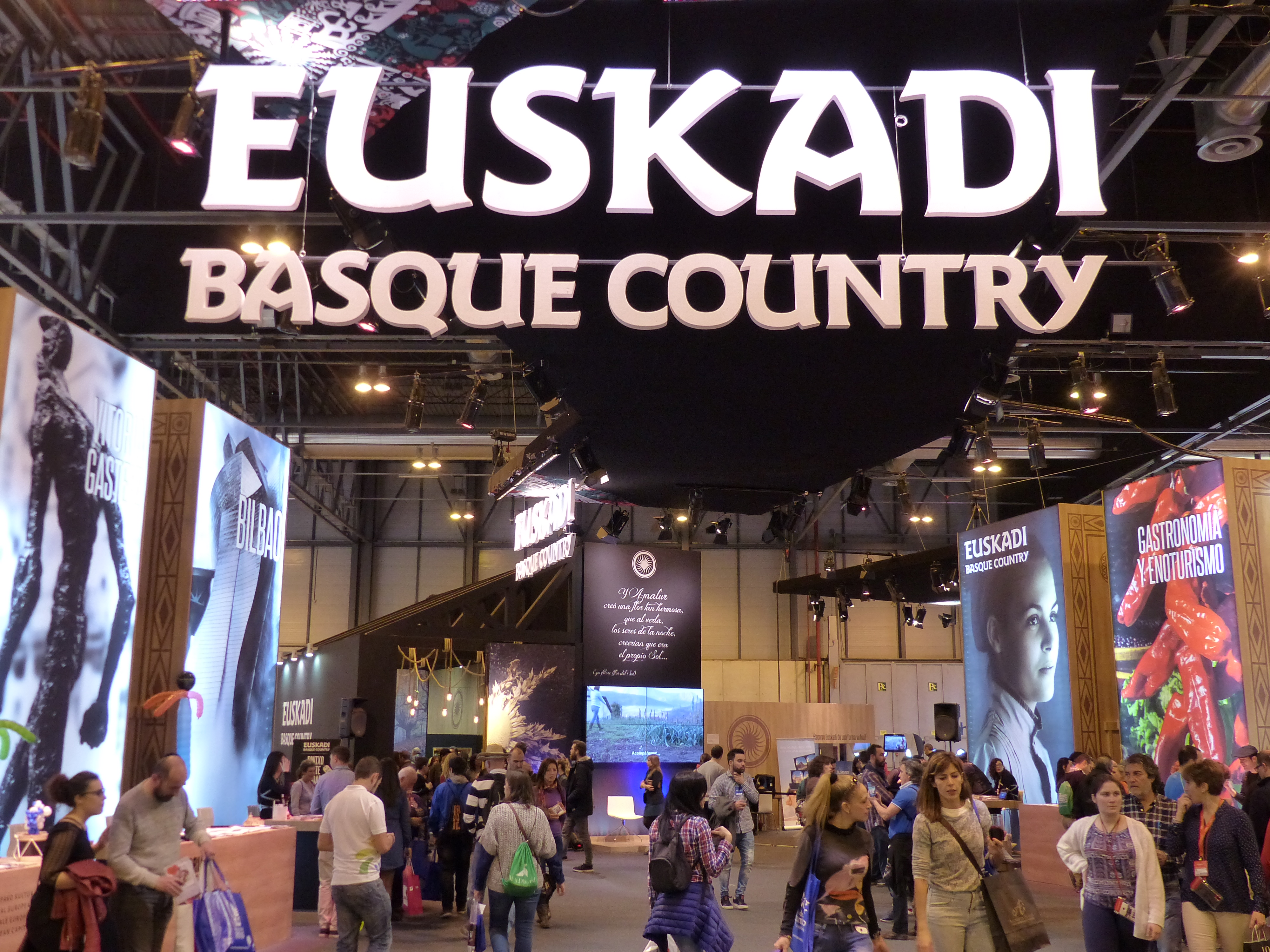
Stand del País Vasco en FITUR 2016.

El turismo en el País Vasco ha experimentado una notable evolución positiva en la última década. Según datos del Eustat (Instituto Vasco de Estadística) la entrada de viajeros a la comunidad durante el año 2022 sumó más de 4,2 millones de turistas, superando las cifras históricas de 2019 en un 10,6% de número de visitantes más. En la presentación de esos resultados el Consejero del Departamento de Turismo, Comercio y Consumo del Gobierno Vasco, Javier Hurtado afirmó «Hemos llegado a las estrategias turísticas más tarde que otros territorios. Hemos implementado un modelo basado en la sostenibilidad. Tenemos margen de mejora, pero hemos superado un récord histórico en 2022″.
Entre las personas que la visitan anualmente, el 71% provienen del resto de España siendo las siguientes comunidades autónomas las que más visitas representan: Comunidad de Madrid (14,2%), Cataluña (11,1%). Las entradas internacionales representan el 29% restante, siendo Francia (7,2%) el país que más visita el País Vasco. Por otra parte, el 62% de las personas que se acercan a Euskadi visitan una de las tres capitales, el 27% visita el interior y el 11% la costa vasca. La estancia media de los visitantes es de 1,88 días, siendo Guipúzcoa la provincia que mayor tiempo de estancia registra, con un 2,01 días de media.
Respecto a la calidad de los servicios turísticos, 272 establecimientos disponen de la Q de calidad turística, la marca que representa la calidad en el sector turístico español Además, en el País Vasco 140 establecimientos turísticos cuentan ya con el sello de accesibilidad que se enmarca en el Programa de Accesibilidad que ha sido desarrollado por el Departamento de Industria, Innovación, Comercio y Turismo del Gobierno Vasco. Este programa asesora y prepara a los establecimientos turísticos para incrementar su capacidad de atención a clientes con dificultades físicas, visuales, auditivas e intelectuales. Así, el programa se encarga de mostrar a los establecimientos el modo en que sus servicios pueden orientarse a estos clientes para ofrecerles una estancia plena y adaptada a sus necesidades. Esto incluye a hoteles, apartamentos turísticos, oficinas de turismo, centros de interpretación, entre otros.

## Recursos turísticos

### Gastronomía y vinos

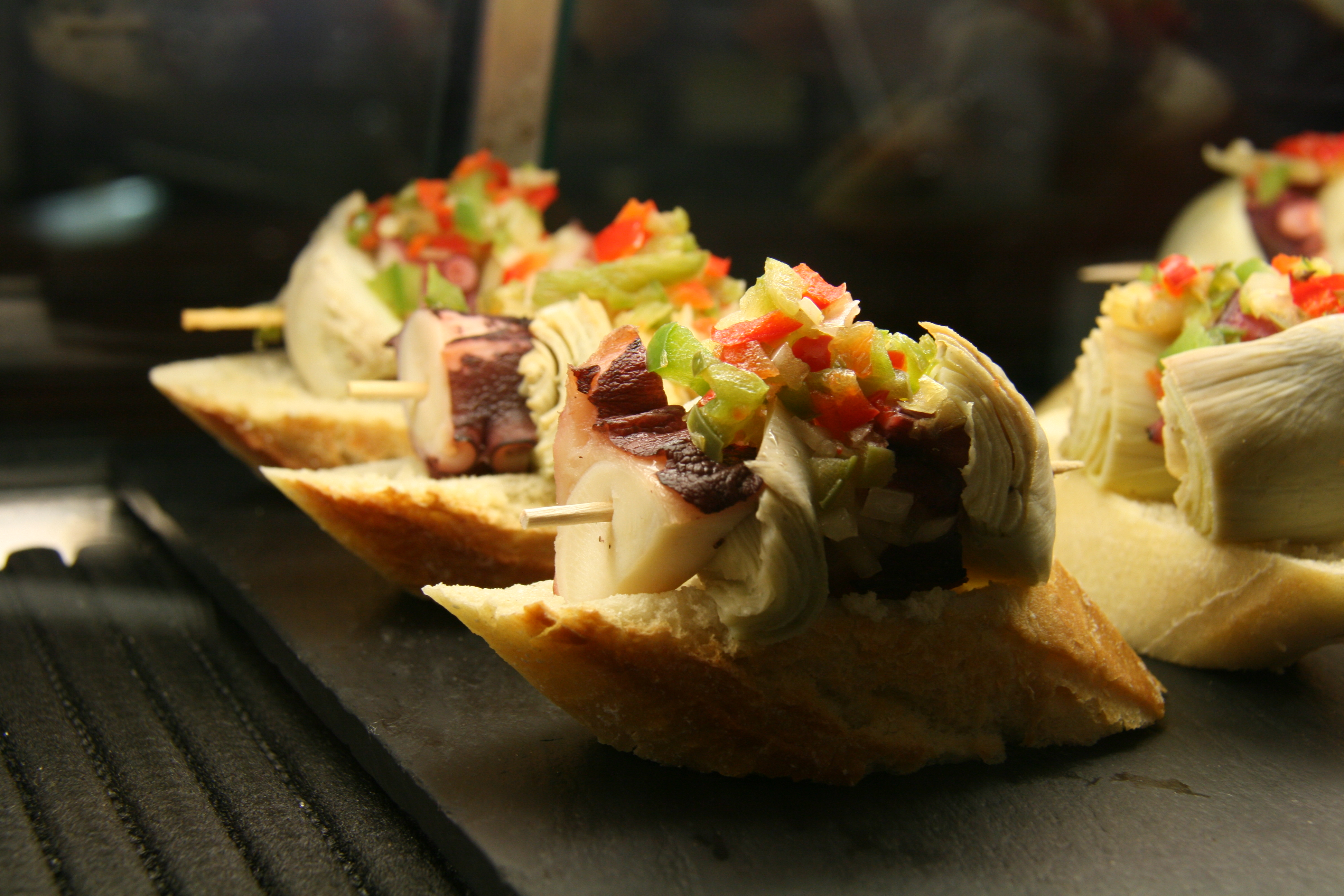
Pintxos.

La gastronomía del País Vasco es una de las virtudes más apreciadas y universales. El buen comer forma parte de la cultura vasca, de ahí el culto que se rinde a los productos naturales de temporada y a las materias primas. El mejor ejemplo lo encontramos en San Sebastián, la segunda ciudad del mundo con mayor concentración de estrellas Michelin por metro cuadrado[cita requerida] Como complemento a la calidad culinaria están los vinos de La Rioja Alavesa, elaborados dentro del marco de control del Consejo Regulador de la Denominación de Origen Calificada Rioja. Cuenta, además, con otras denominaciones de origen vitícolas como la del chacolí (de Vizcaya, Álava y Guetaria), un vino blanco de aguja.
Destacan también los pinchos. La denominada cocina en miniatura ha experimentado en los últimos años un alto proceso de sofisticación: las creaciones son, cada vez, más complejas, sabrosas y creativas, existiendo, en algunas barras, un fenómeno similar al de la Nueva Cocina Vasca.[cita requerida]

### Bilbao

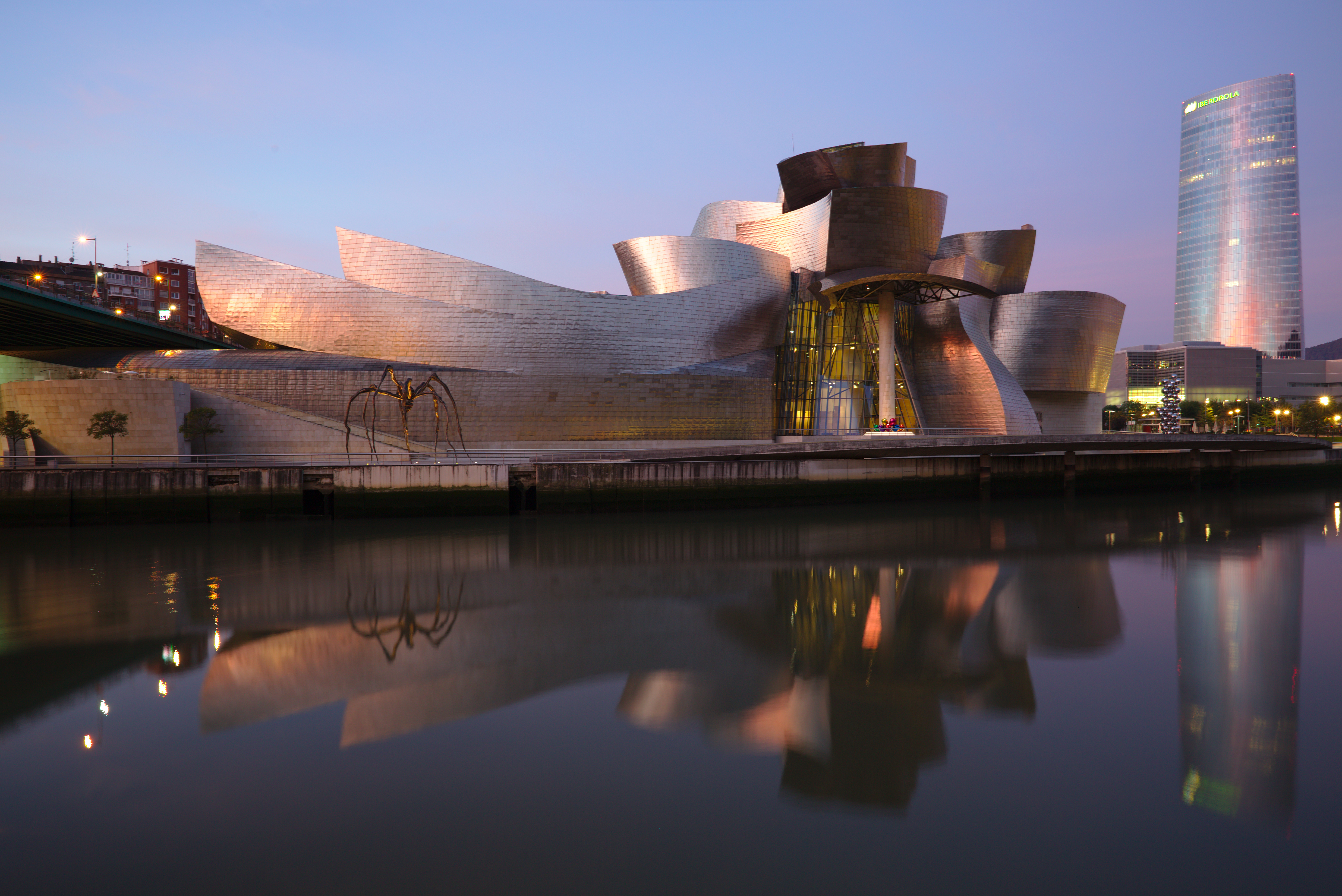
Museo Guggenheim Bilbao.

Bilbao es la ciudad más cosmopolita y poblada de la comunidad gracias a las transformaciones que, desde los años noventa, han contribuido a mutar, por completo, su carácter y fisonomía. El Bilbao actual es un collage en el que han participado algunas figuras destacadas de la arquitectura de vanguardia mundial. La villa vizcaína se compone del titanio que protege al Museo Guggenheim Bilbao, diseñado por Frank Gehry, el cristal que recubre las entradas del metro, ideadas por Norman Foster, o el acero que hace posible nuevos retos urbanísticos como las torres Isozaki Atea (del japonés Arata Isozaki, o el Aeropuerto de Bilbao, de Santiago Calatrava.
Otra de las atracciones de la ciudad es el Teatro Arriaga, de estilo neoclásico. Justo ahí, arrancan los dominios del Casco Viejo o Siete Calles, la parte antigua de Bilbao, con su Plaza Nueva, la Catedral de Santiago y, en uno de los extremos, el Mercado de la Ribera. Muy cerca también se encuentra la Gran Vía, principal calle comercial de Bilbao.
En los últimos años, Bilbao ha recuperado las dos márgenes de la ría para el ocio. Donde antaño había muelles de carga, hoy existen paseos con obras de la arquitectura como la pasarela Zubizuri.
Como agenda destaca su Aste Nagusia que se celebra todos los años a mediados de agosto y la feria de Santo Tomás.

### San Sebastián

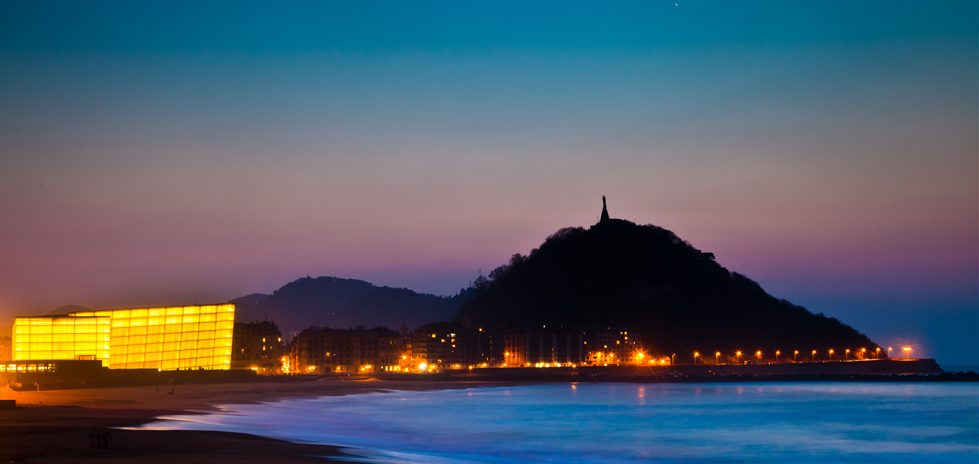
Bahía de La Concha.

San Sebastián  es la capital de Guipúzcoa, y se enmarca entre los montes Urgull e Igueldo, la isla de Santa Clara, y la bahía de La Concha. Actualmente es una moderna urbe de servicios que conserva intacto “el Ensanche”, con calles afrancesadas y edificios levantados a finales del siglo XIX para acoger a la burguesía europea. En los últimos años, la ciudad ha sumado propuestas como el Centro Kursaal, diseñado por Rafael Moneo y obras vanguardistas como el Peine del Viento, del escultor Eduardo Chillida. 
En octubre de 2011 fue elegida ciudad española con mejor gastronomía de Europa en la I edición de los premios Traveller's Choice 'Gastronomía&Vino'. Chefs donostiarras con reputación internacional (Pedro Subijana, Juan Mari Arzak, Martín Berasategui…) han convertido a San Sebastián en la segunda ciudad del mundo con más estrellas Michelin por metro cuadrado. En el Mercado de la Bretxa se dan cita los productos frescos de temporada, y desde aquí se accede a la Parte Vieja, de estrechas callejuelas donde se algunos de los edificios más antiguos, como la iglesia de San Vicente o el Museo de San Telmo, antiguo convento dominico. En esta zona se ubica un grueso importante de los bares de pinchos que han dado fama a la gastronomía en miniatura.
La ciudad es famosa también por su abultada agenda cultural, no en vano ha sido elegida Capital Europea de la Cultura 2016. Destacan el Festival Internacional de Cine, en septiembre, el Festival de Jazz y la Quincena Musical, en verano, o la Semana de Cine Fantástico y de Terror, en otoño.
Para obtener una buena perspectiva de la ciudad, se puede subir al Monte Igueldo en funicular, inaugurado en 1912, donde se ubica el parque de atracciones de la ciudad.

### Vitoria

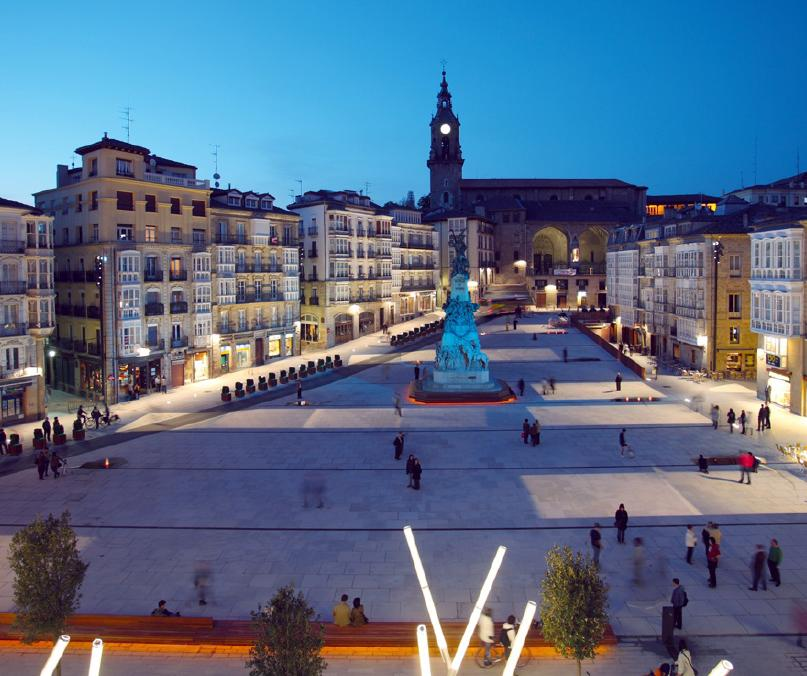
Plaza de la Virgen Blanca.

Vitoria  es la capital de Álava, centro político y administrativo de la comunidad autónoma y sede del Gobierno Vasco. 
Destaca por su calidad de vida, gracias a una gran cantidad de zonas peatonales, y a uno de los mayores índices de espacios verdes por ciudadano de toda Europa. La CE (Comisión Europea) eligió el 22 de octubre de 2010 la ciudad de Vitoria ‘Capital Verde Europea 2012’.
La mayor joya urbana es su casco antiguo, nacido de la Edad Media, asentado sobre una colida y repleto de callejas estrellas con nombres que evocan los oficios del pasado (Cuchillería, Herrería, Zapatería…). Tiene forma de almendra y concentra palacetes renacentistas y edificios románicos, al mismo tiempo que comercios, tabernas y otros espacios culturales. Aquí se ubican la parroquia de San Miguel, que acoge a la patrona, la Virgen Blanca, y la Catedral de Santa María, cuyas obras de rehabilitación abiertas al público sirvieron de inspiración al escritor Ken Follett para escribir su novela Un mundo sin fin en 2007.
Más allá de la villa medieval, el ‘Ensanche del siglo XIX’ es la principal zona comercial de la ciudad, con amplios espacios peatonales y espacios como la Plaza de la Virgen Blanca o la Plaza de España, porticada y neoclásica.
Además de los jardines urbanos, destaca el Anillo Verde, con siete parques (Alegría, Armentia, Errekaleor, Olarizu, Salburua, Zabalgana y Zadorra), resultado de un plan de restauración y recuperación ambiental de la periferia de la ciudad.

### Rioja Alavesa

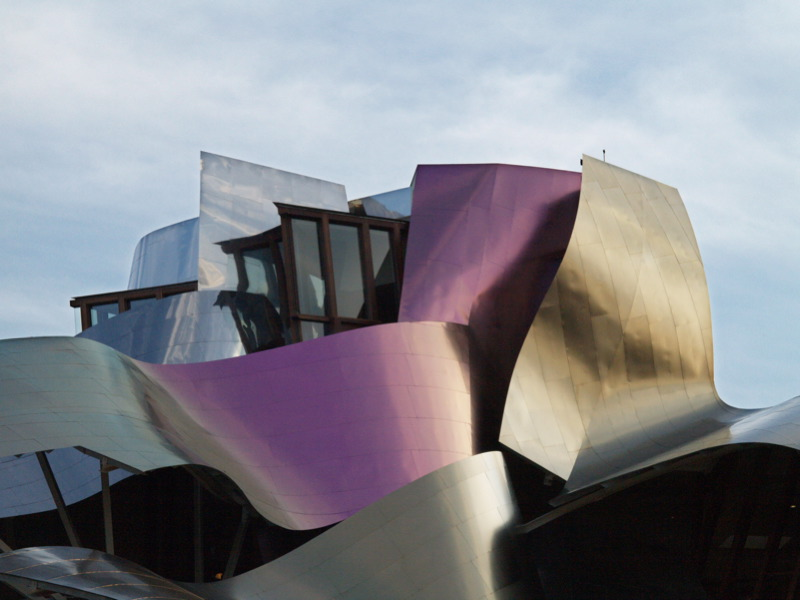
Bodegas Marqués de Riscal en Elciego.

Veinte siglos atrás, los romanos llegaron a Rioja Alavesa y trajeron consigo la planta de la vid, cambiando para siempre el destino de la región. Ubicada entre la rocosa sierra de Cantabria y el río Ebro, Rioja Alavesa dispone de una de las tradiciones vinateras más arraigadas de Europa.
En Rioja Alavesa se pueden encontrar un sinfín de bodegas. Muchas de ella han confiado la renovación de sus instalaciones a arquitectos de renombre, surgiendo una curiosa mezcla entre la tradición cosechera y la modernidad visual. Los principales exponentes de esta revolución arquitectónica son las bodegas Ysios, de Santiago Calatrava; las de Marqués de Riscal de Frank Gehry; las de Viña Real de Philippe Mazieres o Baigorri de Iñaki Aspiazu. La oferta vitivinícola de Rioja Alavesa se completa con otras tantas bodegas de todo tipo y condición, desde aquellas gestionadas como pequeñas empresas hasta otras de tradición familiar como Bodegas Campillo. La mayoría contempla la posibilidad de realizar programas de visitas para conocer sus instalaciones y aprender sobre la cultura del vino.
Rioja Alavesa cuenta también con yacimientos y monumentos megalíticos. Los terrenos aledaños a la sierra de Cantabria esconden una de las concentraciones de dólmenes más importantes de Euskadi. Prueba de ello es la fina columna vertebral que arranca cerca del Meano, en el Oeste, y se escalona hasta Leza, varios kilómetros al poniente. Son los monumentos megalíticos de El Sotillo, San Martín, Los Llanos o la Chabola de la Hechicera. En el otro extremo, cerca de Labastida, existe un importante yacimiento rupestre de lagares en los que se pisaba la uva.
En la Rioja Alavesa también se pueden visitar varios pueblos medievales. Laguardia es la cabeza visible de toda la comarca, punto de partida para recorrer la llamada ruta del vino, itinerario que aglutina el legado histórico-cultural de la comarca y todo lo referente al mundo del vino. Otros pueblos de interés turístico son Peñacerrada, Labraza, Labastida, Elvillar, Samaniego o Elciego.

### Naturaleza

#### Espacios naturales

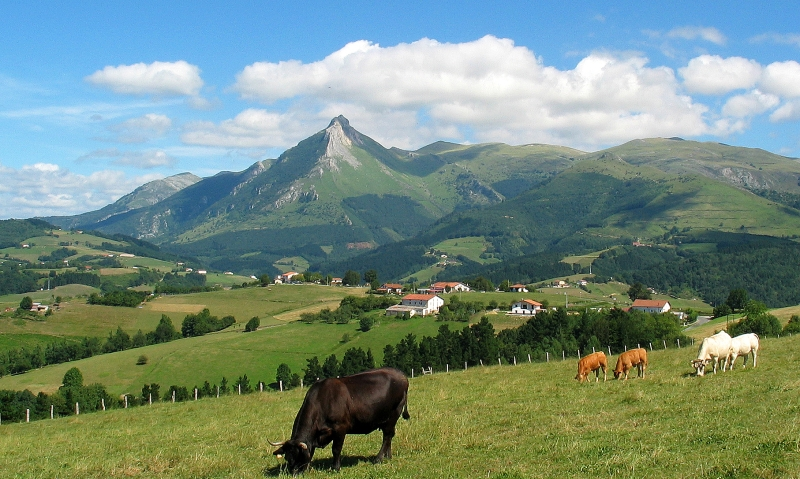
Monte Txindoki.

Los aproximadamente 7200 km² de superficie que ocupa Euskadi acogen fundamentalmente dos tipos de paisajes: una franja costera, verde, húmeda y montañosa (donde se sitúan los territorios de Bizkaia, Gupúzcoa y la Montaña Alavesa), y las extensas y secas llanuras meridionales de Álava. Entre ambos extremos, la Llanada Alavesa actúa como zona de transición.
Son 19 espacios naturales de diferentes categorías, repartidos por toda la superficie de la comunidad autónoma, y todos ellos pueden visitarse. Diez de ellos tienen el estatus de Parques Naturales: Peñas de Aya, Pagoeta y Aralar en Guipúzcoa; Izki, Valderejo y Encía en Álava; Gorbea, y Urquiola en Álava y Vizcaya; Armañón en Vizcaya y Aizcorri en Guipúzcoa y Álava. Asimismo, existen seis biotopos protegidos: Inurritza, Leizarán y la Rasa Mareal en Guipúzcoa; Itxina y San Juan de Gaztelugatxe en Vizcaya y las Lagunas de Laguardia en Álava. 
En este entorno rural se encuentran algunos de los monumentos religiosos más importantes como la ermita románica de La Antigua, en Zumárraga, el Santuario de Nuestra Señora de Aranzazu, patrona de Guipúzcoa, o la basílica de San Ignacio de Loyola.

Son muchos los museos donde conocer a fondo la cultura tradicional vasca, como La Sagardoetxea o casa de la sidra en Astigarraga (Guipúzcoa), las ferrerías de Agorregui (Guipúzcoa) o El Pobal (Vizcaya), el museo de la Alfarería Vasca de Elosu (Álava)…

#### Turismo Activo

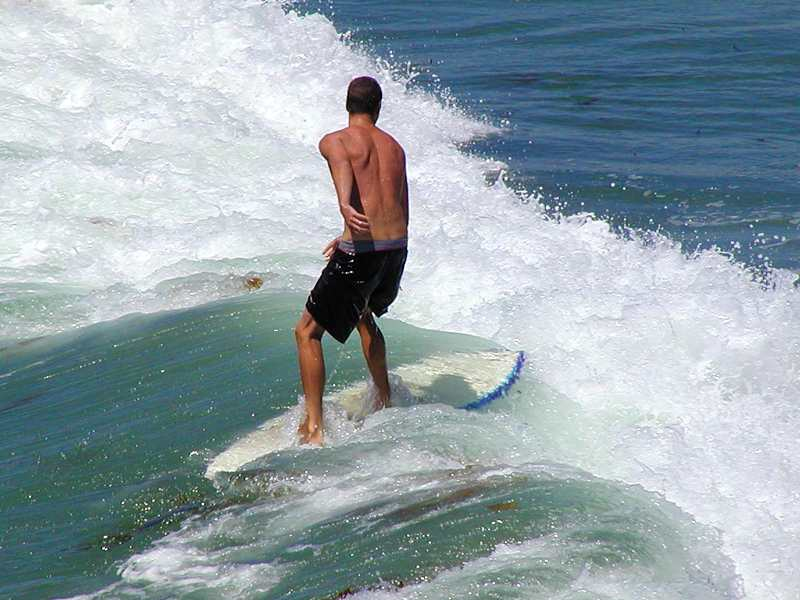
Surf en Euskadi.

Euskadi dispone de una amplia oferta de empresas de turismo activo y de todo tipo de deportes de aventura, desde los más técnicos y especializados hasta las modalidades más comunes como el surf, el BTT (bicicleta de montaña), senderismo y observación de aves.
Existen trece senderos de Gran Recorrido -los llamados GR- señalizados y balizados con marcas rojas y blancas, lo que posibilita atravesar la comunidad autónoma en todas direcciones, conociendo las fronteras de Gupúzcoa (GR 121), la Llanada Alavesa por las faldas de los montes (GR 25) o la reserva de la biosfera de Urdaibai, a través del GR 98. Existen también senderos de Pequeño Recorrido -los llamados PR-, señalizados con bandas blancas y amarillas, que permiten realizar rutas más cortas y accesibles a todos los públicos, pero igualmente tematizadas.
Los aficionados a la bicicleta disponen de 130 kilómetros de Vías Verdes habilitadas, nueve caminos recuperados de antiguos trazados ferroviarios que quedaron en desuso. Algunos ejemplos son la Vía Verde del Plazaola, que atraviesa el valle del río Leizarán, la antigua senda del ferrocarril Vasco-Navarro, la Vía Verde del Zadorra, entre los embalses de Álava, o la Vía Verde de Arrazola, en las inmediaciones del monte Anboto.

### Costa Vasca

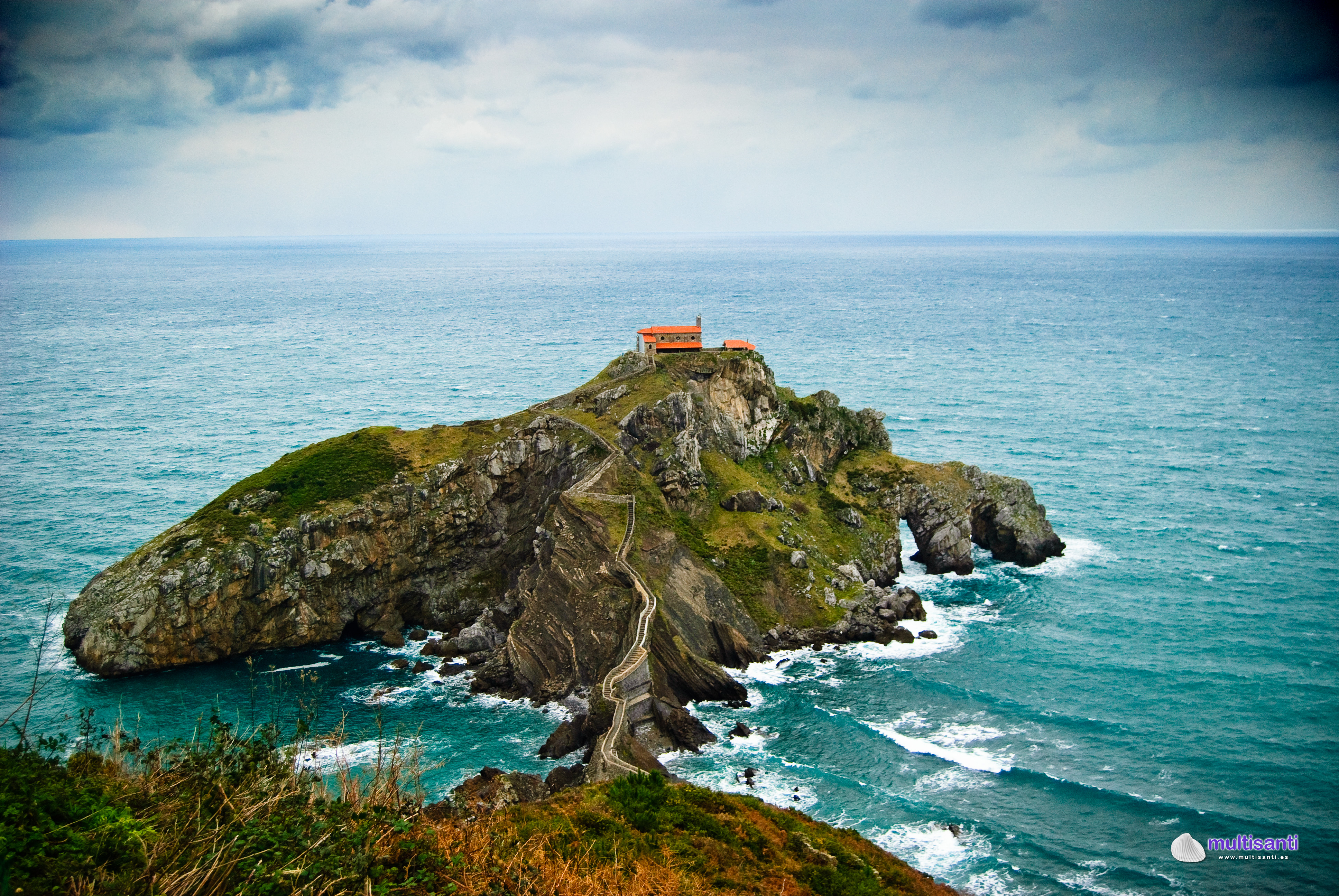
San Juan de Gaztelugatxe.

La costa vasca se compone de más de 250 kilómetros de playas, arenales, islas, rías, marismas, acantilados, pueblos pesqueros y formaciones rocosas únicas en el mundo (véase Flysch).
En el litoral vasco conviven pueblos que aún cuentan con economías ligadas al mundo marino, como Bermeo, Ondárroa o Guetaria, con otras poblaciones que son tradicionalmente turísticas como Zarauz, Lequeitio o Mundaca.
Uno de los símbolos de la Vizcaya marina es San Juan de Gaztelugatxe, una isla coronada por una ermita y unida a la tierra por un pasillo escalonado, situado en las costas cercanas a la desembocadura de la ría de Urdaibai, un espacio natural declarado reserva de la biosfera.
En Guipúzcoa, destaca la playa de Zarauz, una de las más amplias y más frecuentada por los surfistas, al igual que la vizcaína Mundaca. Zumaya y su Rasa Mareal, y los humedales de Plaiaundi, en Fuenterrabía.
A esto se suma la reciente creación de modernos puertos deportivos como el de Fuenterrabía, Orio o Guecho. 
Para explorar la cultura e historia ligada al medio marino, existen multitud de maquetas, objetos y granados en el Itsasmuseum Bilbao, el Museo del Pescador, o el Museo Naval de San Sebastián, entre otros. Además, el Aquarium de San Sebastián destaca por su oceanario atravesado por un tubo de metacrilato, que alberga una amplia selección de especies del Mar Cantábrico.
El Camino de Santiago (214,2 km) recorre toda la costa vasca y es una de las más primitivas rutas de peregrinación. El recorrido se inicia en el puerto de Fuenterrabía (Guipúzcoa), rememorando los pasos de los primeros peregrinos que llegaban por mar.

### Turismo de negocios

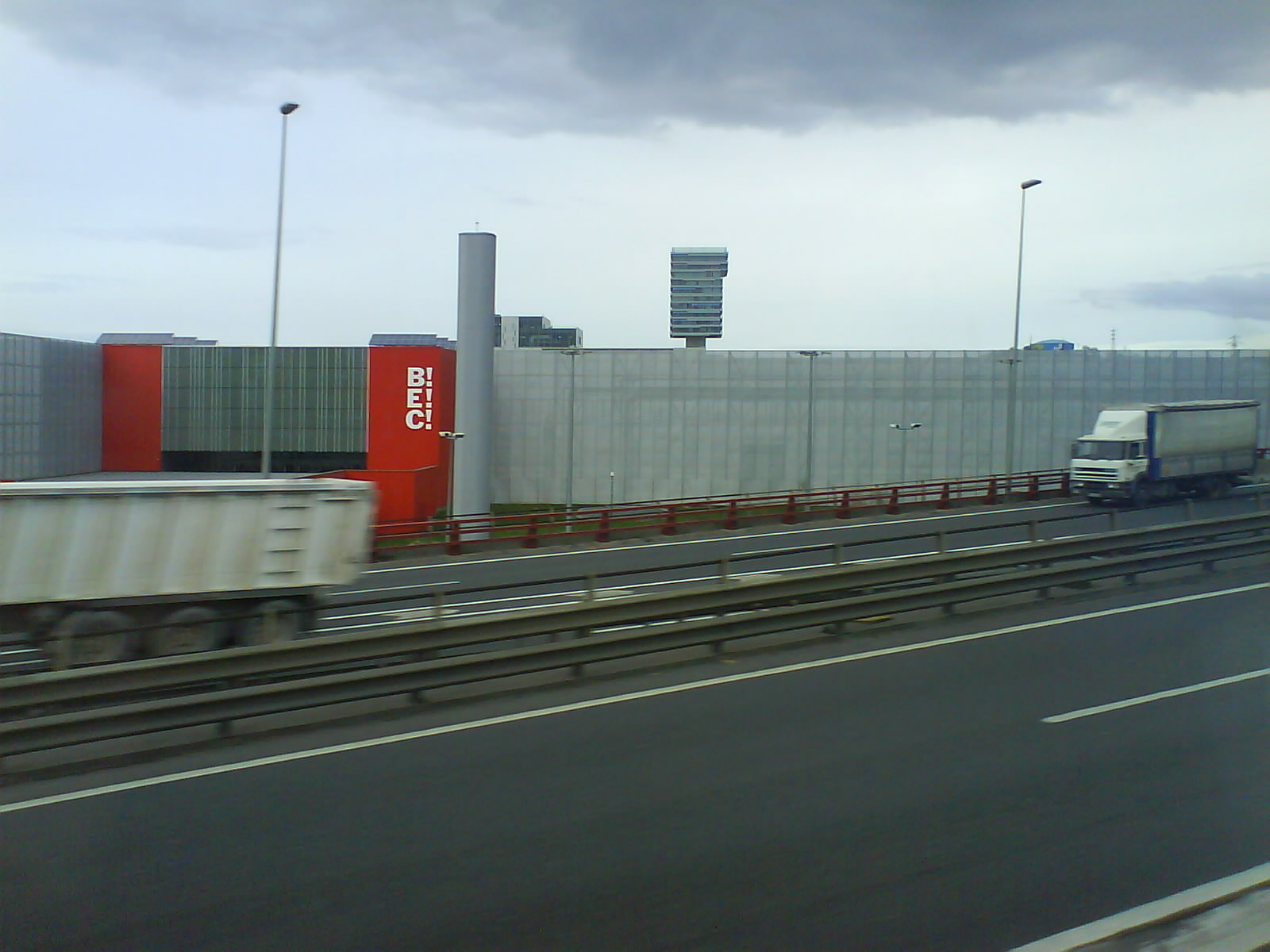
BEC en Bilbao.

San Sebastián, Vitoria y Bilbao atesoran una dilatada experiencia en el área de congresos, reuniones, convenciones e incentivos. Las tres disponen de Oficinas de Congresos que facilitan la organización de los eventos.
Las tres capitales han apostado por recintos de diseño entre los que destacan el Palacio del Kursaal (San Sebastián), ideado por Rafael Moneo, el Palacio Europa (Vitoria) o el Palacio de Congresos Euskalduna (Bilbao), que imita a un buque en permanente construcción. La oferta se completa con otra docena de recintos de diferentes aforos y condiciones para todo tipo de citas como el Ficoba, en Irún. Bilbao acoge, además, el Bilbao Exhibition Center para acoger todo tipo de eventos.

### Eventos

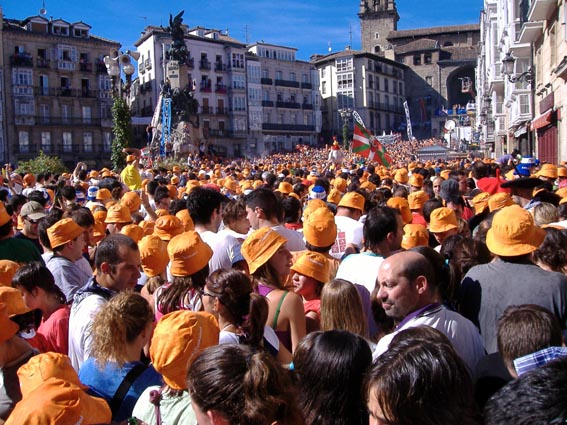
Fiestas de la Virgen Blanca.

La agenda cultural de la comunidad es amplia y diversa, aglutinando citas culturales y festivas de primer orden en torno a la música de todos los estilos, el teatro, la danza, el cómic o el cine.
En San Sebastián, la cita más conocida es el Festival Internacional de Cine, que se celebra en septiembre. En él se han presentado centenares de películas y ha sido visitado por estrellas del Séptimo Arte como Lauren Bacall, Alfred Hitchcock, Robert Mitchum o Woody Allen. El Festival Internacional de Jazz, que tiene lugar en julio, y la Quincena Musical, que se celebra en agosto, son los otros dos certámenes con más renombre de la capital guipuzcoana. Cabe destacar también la Semana Grande de San Sebastián en agosto, donde se pueden ver los fuegos artificiales mejores del momento.
En Bilbao, la música cobra un especial protagonismo durante el verano, con festivales de rock como el BBK Live Festival o el Azkena Rock Festival, que reúnen a artistas de primer orden. También destaca la tradicional temporada de Ópera de la A.B.A.O., la Semana Coral Vizcaína y los conciertos de la Orquesta Sinfónica de Bilbao durante todo el año. Los aficionados al cine se dan cita en mayo en el Festival de Cine Fantástico y en noviembre en el Festival Internacional de Cine Documental y Cortometraje. Un lugar especial ocupa también la conocida Semana Grande de Bilbao que se celebra siempre en agosto, con un sinfín de actividades y espectáculos.
En Vitoria uno de los eventos culturales de mayor relevancia es el Festival Internacional de Teatro que se extiende de octubre a noviembre, así como el Festival Internacional de Jazz donde se reúnen los mejores músicos de este estilo. Otra cita imprescindible de la capital alavesa es también la Fiesta de la Virgen Blanca, que se celebra a principios de agosto y donde toda la ciudad se viste de fiesta.